# Cezary Kabała
Cezary Kabała – polski inżynier, dr hab. nauk rolniczych, profesor nadzwyczajny i dyrektor Instytutu Nauk o Glebie i Ochrony Środowiska Wydziału Przyrodniczego i Technologicznego Uniwersytetu Przyrodniczego we Wrocławiu.

## Życiorys
3 czerwca 1997 obronił pracę doktorską Studia nad glebami w rejonie degradacji lasów w Górach Izerskich (Sudety Zachodnie), 11 kwietnia 2006 habilitował się na podstawie pracy zatytułowanej Geneza, właściwości i występowanie gleb bielicowych w zróżnicowanych warunkach geoekologicznych Dolnego Śląska. 18 października 2012 nadano mu tytuł profesora w zakresie nauk rolniczych.  Objął funkcję profesora nadzwyczajnego i dyrektora Instytutu Nauk o Glebie i Ochrony Środowiska Wydziału Przyrodniczego i Technologicznego Uniwersytetu Przyrodniczego we Wrocławiu. 
Piastuje stanowisko wiceprezesa Polskiego Towarzystwa Gleboznawczego, oraz członka Komitetu Nauk Agronomicznych na II Wydziale Nauk Biologicznych i Rolniczych Polskiej Akademii Nauk i Zespołu Interdyscyplinarnego do spraw Programu Wspierania Infrastruktury Badawczej w ramach Funduszu Nauki i Technologii Polskiej (Zespoły Specjalistyczne, Interdyscyplinarne, Doradcze i Zadaniowe Ministra) Ministerstwa Nauki i Szkolnictwa Wyższego. 